# Spalenie na stosie
Treść tego artykułu należy opracować w taki sposób, aby nie uwypuklała nadmiernie polskiej specyfiki / aby nie zawężała się tylko do polskich warunków
Dokładniejsze informacje o tym, co należy poprawić, być może znajdują się w dyskusji tego artykułu.
 Po wyeliminowaniu niedoskonałości należy usunąć szablon [[Szablon:Dopracować|]] z tego artykułu.

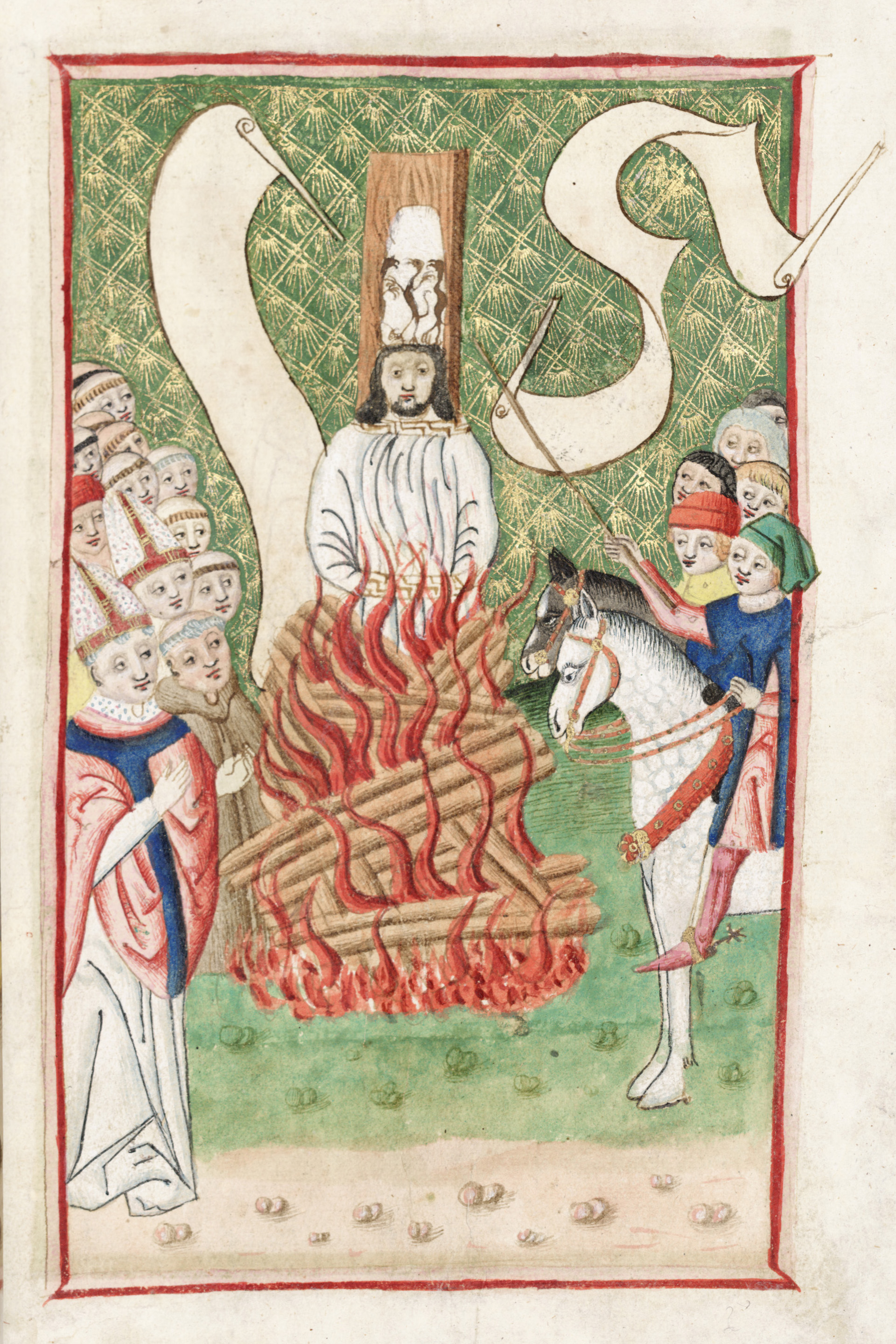
Spalenie na stosie Jana Husa (rok 1415)

Spalenie na stosie – sposób wykonania kary śmierci poprzez spalenie żywcem na stosie, znane od starożytności. Wspomina o niej Herodot, Plutarch i Seneka.
Kara ta była stosowana od starożytności, przez średniowiecze, aż do XIX wieku.
Sposób wykonania kary polegał na przywiązaniu skazańca do słupa, ułożeniu stosu z drewna i podpaleniu go. Najwięcej bólu ofiary doznawały na samym początku, zanim płomienie spaliły nerwy, gdyż po tym nie odczuwano już bólu. Wiele ofiar umierało bardzo szybko z powodu uduszenia się gazami wydobywającymi się z palonego drewna, ponieważ powodowały one nieodwracalne zmiany w organizmie, między innymi oparzenia dróg oddechowych.
Niekiedy na stosie palono zwłoki skazańców straconych w inny sposób np. przez powieszenie lub uduszenie. Ta definicja jest zawężona, ponieważ uwzględnia spalenie żywej osoby (w odróżnieniu od kremacji, gdzie pali się zwłoki zmarłego, często także na stosie).

## Spaleni na stosie
Skazanymi byli chrześcijanie oskarżeni o herezję (heretycy), innowiercy i kobiety zajmujące się magią (czarownice), palono także Żydów; oprócz tego karę tę stosowano wobec przegranych oskarżycieli i pospolitych przestępców (np. fałszerzy pieniędzy).
Niektóre osoby skazane na spalenie na stosie:
- Polikarp ze Smyrny[7] (155 lub 156)
- Eulogiusz z Tarragony (259)
- Małgorzata Porete (1310)
- Jacques de Molay (1314)
- Guillaume Bélibaste (1321)
- Jan Hus (1415)
- Hieronim z Pragi (1416)
- Joanna d’Arc (1431)
- Miguel Servet (1553)
- Thomas Cranmer (1556)
- Giordano Bruno (1600)
- Anna Szwedyczka (1678)
- Awwakum Pietrow (1682)
- Kathrin Zimmermann (1701)
- Aleksandr Woznicyn (1738)
- Barbara Zdunk (1811)

## Tereny dzisiejszej Polski
W 1315 roku biskup wrocławski Henryk z Wierzbna powołał trybunał inkwizycyjny pod przewodnictwem biskupa pomocniczego Pawła z Bancza, który skazał na spalenie na stosie ponad 50 waldensów we Wrocławiu, Nysie i Świdnicy uznanych za heretyków i lucyferian.
Na skutek płomiennych kazań Jana Kapistrana w czerwcu 1453 roku na Placu Solnym we Wrocławiu spalono na stosie 27 Żydów, a kolejnych 14 poćwiartowano. Kapistran zarzucał Żydom zbezczeszczenie Eucharystii. Podobna sytuacja miała miejsce w Świdnicy gdzie spalono 10 mężczyzn i 7 kobiet.
W 1511 po raz pierwszy w Polsce, władze Chwaliszewa skazały i spaliły na stosie kobietę oskarżoną o bycie czarownicą. Kobietę podejrzewano, że czarami zniszczyła piwo z browarów. 19 kwietnia 1539 roku za konwersję na judaizm została spalona na stosie Katarzyna Weiglowa. 14 grudnia 1663 za rzekomą obrazę Matki Bożej został spalony na stosie krakowski żyd Matatiasz Calahora. Po spaleniu ciała popioły nabito w armatę i wystrzelono.
W XVII wieku, po sprowadzeniu jezuitów do Nysy, na terenie Księstwa nyskiego doszło do kilku fal procesów o czary i palenia rzekomych czarownic. Procesy te prowadzone w Jeseníku, Nysie, Zlatéj Horze, Głuchołazach i innych miejscowościach osiągnęły niebywałe rozmiary w skali Europy Środkowej i Śląska, gdzie na stosach spalono około 250 kobiet i dziewczynek. W największym nasileniu pogromy czarownic miały miejsce w latach 1622, 1639–1642, 1651–1652. W roku 1622 na torturach oskarżona kobieta przyznała się do winy, wymieniając pięć innych jako swoje wspólniczki. Wszystkie one zostały spalone. W latach 1639–1642 Johann Balthasar Liesch von Hornau, biskup pomocniczy wrocławski, wybudował specjalny piec do palenia czarownic. Zachowane akta dokumentują 27 egzekucji, jednak z umów zawieranych z katami wynika, że liczba ofiar była znacznie wyższa. Największa fala miała miejsce w latach 1651–1652. Ostatnie procesy o czary na terenie Księstwa Nyskiego zakończone spaleniem ofiar miały miejsce w latach 1683–1684, gdy stracono dwie kobiety i mężczyznę.
W 1701 roku pruski sąd w Stolp (obecny Słupsk) skazał na spalenie na stosie katoliczkę Kathrin Zimmermann podejrzewaną o czary.
Według anonimowej relacji, podpisanej X.A.R., opublikowanej w roku 1835, na wzgórzu zwanym Wzgórzem Czarownic znajdującym się pod Doruchowem w roku 1775 miano spalić na stosie 11 kobiet oskarżonych o rzucanie czarów na miejscową dziedziczkę i utrzymywanie kontaktów z diabłami. Trzy oskarżone miały wcześniej umrzeć podczas tortur. Janusz Tazbir uważał, że opis procesu i kaźni mógł być literackim dziełem Konstantego Majeranowskiego, a w Doruchowie zginęło 6 kobiet, lecz niekoniecznie w roku 1775. W Archiwum Akt Dawnych w Ostrzeszowie znajduje się dokument z roku 1783, według którego wójt i ławnicy z Grabowa nad Prosną zostali usunięci z urzędów za to, że wezwani przez dziedzica z Doruchowa skazali na spalenie na stosie 6 kobiet uznanych za czarownice.
W 1811 roku w miejscowości Reszel w Prusach, po zatwierdzeniu wyroku przez króla Fryderyka Wilhelma III spalona została Barbara Zdunk, oskarżona o wzniecenie pożaru (była to prawdopodobnie ostatnia osoba stracona w Europie na stosie).

## Kremacja i spalenie zwyczajowe
Spalenie ciała osoby zmarłej, czyli kremacja, było i nadal jest stosowane w niektórych kulturach i religiach, np. w hinduizmie. Jest starym dziedzictwem indoeuropejskim, dlatego praktykowali je także Słowianie. Szeroko rozpowszechnione także współcześnie.
W wielu kulturach (na przykład w Indiach) istniał zwyczaj dobrowolnego spalenia wdowy na stosie ze zwłokami męża – w Indiach zwyczaj ten (od 1829 zakazany) nazywa się sati. Wdowa najczęściej z własnej woli wchodziła na ten stos, gdyż kultura nie przewidywała dla niej żadnej roli po śmierci męża.